# 大苞血桐
大苞血桐（学名：Macaranga bracteata），为大戟科血桐属下的一个种。

## 扩展阅读
維基物種上的相關：大苞血桐